# Castianeira dorsata
Castianeira dorsata là một loài nhện trong họ Corinnidae.
Loài này thuộc chi Castianeira. Castianeira dorsata được Richard C. Banks miêu tả năm 1898.